# 沙溢
沙 溢（シャー・イー、1978年2月15日 - ）は中国の俳優。中国人民解放軍芸術学院表演系を卒業し、現在は中国人民解放軍空政話劇団に所属。

## 主な出演作品

### 映画
- 項羽と劉邦 鴻門の会（2011年）
- 黄金時代（2014年）
- 父に捧ぐ物語（2021年）
- 崖上のスパイ（2021年）
- 流転の地球 -太陽系脱出計画-（2023年）

### テレビドラマ
- 上錯花轎嫁對郎
- 危險進程
- 滄海遊龍
- 乾隆王朝（2003年）
- 新・上海グランド（2006年）
- 男人底線
- 甜蜜蜜
- 漂亮的事
- 我們生活的年代
- 高地
- 三国志 Three Kingdoms（2010年）